# Eanikai
Eanikai är en ö i Kiribati.   Den ligger i örådet Tabiteuea och ögruppen Gilbertöarna, i den sydöstra delen av landet, 300 km sydost om huvudstaden Tarawa. Arean är 22,4 kvadratkilometer.
Terrängen på Eanikai är mycket platt. Öns högsta punkt är 16 meter över havet. Den sträcker sig 14,1 kilometer i nord-sydlig riktning, och 13,5 kilometer i öst-västlig riktning.
Följande samhällen finns på Eanikai:
- Eita Village
- Utiroa Village
- Tanaeang Village
- Buota Village
- Terikiai Village
- Tekaman Village
- Tekabwibwi Village